# Aleksandr Petrovič Obolenskij
Il principe Aleksandr Petrovič Obolenskij, (in russo: Александр Петрович Оболенский) (Mosca, 31 dicembre 1780 – Mosca, 18 aprile 1855), è stato un politico russo.

## Biografia
Era il figlio di Pëtr Aleksandrovič Obolenskij (1742-1822), e di sua moglie, la principessa Ekaterina Andreevna Vjazemskaja (1741-1811). Era il fratello di Vasilij Petrovič Obolenskij e un cugino di Andrej Ivanovič Vjazemskij. Studiò a casa. Nel 1798, suo padre venne trasferito a San Pietroburgo.

## Carriera
Nonostante il desiderio di intraprendere una carriera militare, suo padre lo fece entrare nel ministero degli affari esteri.
In seguito entrò nel reggimento di cavalleria dove, nel 1801, raggiunse il grado di cornetta e nel settembre dell'anno successivo a tenente. Nel dicembre dello stesso anno, il principe si dimise per motivi personali.
Nel 1807, con il grado di capitano, venne trasferito nel reggimento dei Dragoni, che allora era in Prussia. Fu nominato aiutante di Dmitrij Sergeevič Dochturov. Partecipò alle battaglie di Heilsberg e Friedland e venne promosso a maggiore.
Nel 1809 si ritirò con il grado di tenente colonnello. Il 1º settembre 1809 rientrò in servizio nel reggimento di cavalleria con il grado di tenente capitano, con la nomina di assistente del principe di Oldenburg, ciò lo portò a vivere a Tver'. Il soggiorno a Tver', anche se di breve durata, è stato uno dei momenti più piacevoli della vita di Obolenskij.
Partecipò alla guerra del 1812. Nel 1825 fu nominato governatore di Kaluga. Nel 1826, il principe ricoprì la carica di consigliere di Stato e, nel 1831, a consigliere segreto.

## Matrimoni

### Primo matrimonio

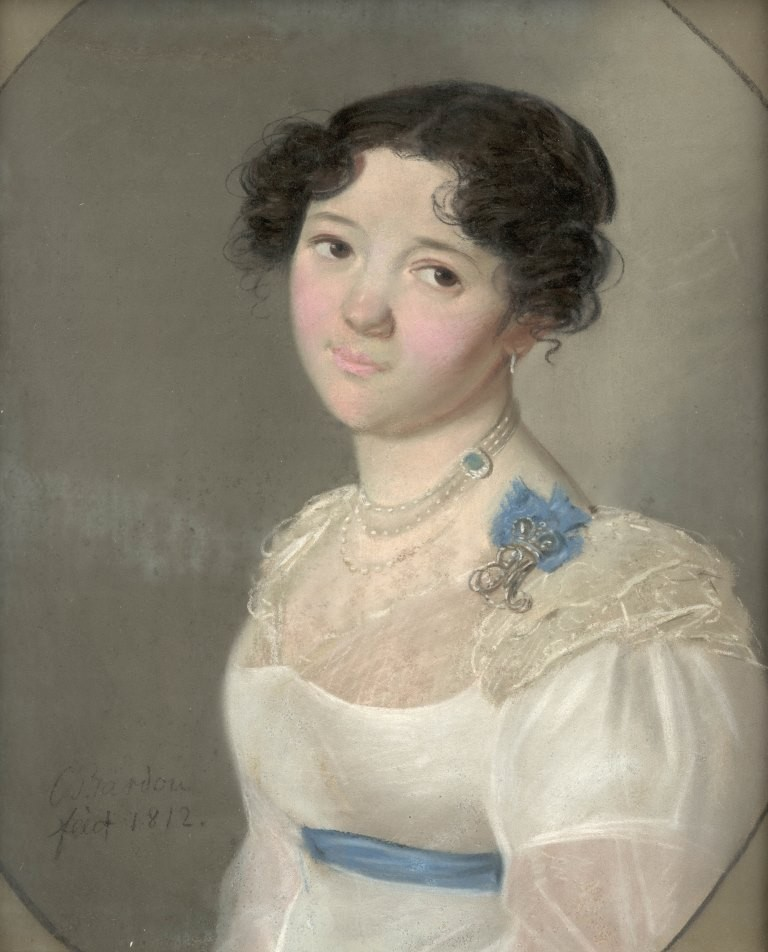
Ritratto di Agrafena Jur'evna Neledinskaja-Meleckaja nel 1812.

Sposò, il 9 aprile 1809, Agrafena Jur'evna Neledinskaja-Meleckaja (1789-1828), la figlia maggiore di Jurij Aleksandrovič Neledinskij. Ebbero tredici figli:
- Sof'ja Aleksandrovna (1810);
- Ekaterina Aleksandrovna (1811-1843), sposò il conte Valentin Zubov;
- Andrej Aleksandrovič (1814-1855);
- Elizaveta Aleksandrovna (1815-1852), sposò Pavel Aleksandrovič Evreinov;
- Vasilij Aleksandrovič (1817-1888), sposò la principessa Aleksandra Pavlovna Golicyna;
- Varvara Aleksandrovna (1819-1873), sposò Aleksej Aleksandrovič Lopuchin;
- Sergej Aleksandrovič (1819-1882), sposò Natal'ja Vladimirovna Mezenceva;
- Fëdor Aleksandrovič (1820);
- Michail Aleksandrovič (1821-1886);
- Dmitrij Aleksandrovič (1822-1881);
- Agrafena Aleksandrovna (1823-1891);
- Jurij Aleksandrovič (1825-1890);
- Vladimir Aleksandrovič (1827).

### Secondo matrimonio
Nel 1838 sposò Natal'ja Petrovna Obolenskaja (1809-1887), figlia di Pëtr Nikolaevič Obolenskij e di Anna Evgen'evna Kaškina, nipote di Evgenij Petrovič Kaškin. Non ebbero figli.

## Morte
Morì il 18 aprile 1855 a Mosca.